# Gewerkschaft Kunst (DDR)
Die Gewerkschaft Kunst war eine Einzelgewerkschaft im FDGB der DDR. In der Gewerkschaft Kunst waren Künstler und Kulturschaffende der DDR organisiert.

## Rolle der Gewerkschaft Kunst in der DDR
Das Verhältnis des FDGB zu seinen Einzelgewerkschaften wie der Gewerkschaft Kunst unterschied sich gravierend von dem des DGB zu seinen Einzelgewerkschaften wie der Gewerkschaft Kunst. Während der DGB als schwacher Dachverband aufgestellt ist und die eigentliche Gewerkschaftsarbeit und -macht in den Einzelgewerkschaften liegt, war der FDGB zentralistisch aufgebaut. Es gab zwar die Mitgliedsgewerkschaften wie die Gewerkschaft Kunst, diese spielten aber keine große Rolle in der Gewerkschaftsorganisation.
Neben der Umsetzung des Prinzips des „Demokratischen Zentralismus“ war es vor allem die unterschiedliche Funktion von Gewerkschaften in Ost und West: Hauptaufgabe der Gewerkschaft war es, die Planerfüllung zu gewährleisten. Die Gewerkschaft Kunst war keine Arbeitnehmervertretung gegenüber der Betriebsleitung, da ein Gegensatz zwischen Betriebsleitung und Belegschaft in der DDR offiziell nicht existierte. Damit entfiel auch der Bedarf nach einer Struktur, die sich an den Wirtschaftszweigen orientierte.

## Geschichte

### Gewerkschaft Kunst und Schrifttum (1946–1949)
Die Gewerkschaft für Kunst, Schrifttum und freie Berufe wurde auf der Zonen-Delegiertenkonferenz am 17. und 18. Juni 1946 in Berlin-Pankow gegründet. Die Gewerkschaft wurde am 17. Juni 1946 als Gewerkschaft 17 beim vorbereitenden Ausschuss des FDGB registriert. Seit August 1946 führte sie den Namen Gewerkschaft Kunst und Schrifttum. Auf der zweiten Zentraldelegiertenkonferenz vom 26. und 27. November 1947 wurde die fachliche Gliederung der Gewerkschaft in Sparten festgelegt. Diese Sparten waren: Bühne, Film, Funk (GDBA), Artisten (IAL), Musik (Deutscher Musikerverband), Technik und Verwaltung, Schriftsteller (Schutzverband Deutscher Autoren), Journalisten (Verband der deutschen Presse) und Bildende Kunst (Schutzverband bildendender Künstler). In Ost-Berlin bestanden 7 Fachverbände, die Zentralisierung erfolgte dort 1953.

### Gewerkschaft Bühne-Film-Funk-Musik-Artistik (1949 – Februar 1951)
1949 erfolgte die Aufteilung der Gewerkschaft Kunst und Schrifttum in zwei Gewerkschaften: Die Gewerkschaft 17 – Bühne, Film, Artistik, Musik mit den Sparten Genossenschaft Deutscher Bühnenangehöriger, Internationale Artisten-Loge, Deutscher Musiker-Verband sowie Technik und Verwaltung und die Gewerkschaft 19 – Kunst und Schrifttum mit den Sparten Schutzverband Deutscher Autoren, Schutzverband Bildender Künstler und Verband der Deutschen Presse. 1950 wurde der Name der "Gewerkschaft 17 – Bühne, Film, Artistik, Musik" in Gewerkschaft Bühne-Film-Funk-Musik-Artistik geändert.

### Gewerkschaft Kunst
Auf der außerordentlichen Zentraldelegiertenkonferenz am 20. und 21. Februar 1951 wurden beiden Gewerkschaften zur Gewerkschaft Kunst zusammengefasst. Sie war nun in Zentrale Fachkommissionen für die Bereiche Bühne, Film, Funk, Musik und Artistik gegliedert. Diese Struktur bestand bis zur Wende fort.
Der SC Rotation Berlin war der Sportclub der Gewerkschaft Kunst.

### Nach der friedlichen Revolution
Nach der Wende und friedlichen Revolution begann auch in der Gewerkschaft Kunst ein Erneuerungsprozess. Der langjährige Vorsitzende Herbert Bischoff musste im November 1989 zurücktreten und sein Stellvertreter, Horst Singer, übernahm kommissarisch die Leitung der Gewerkschaft Kunst. Auf der außerordentlichen ZDK am 19. März 1990 wurde die Gewerkschaft Kunst in Gewerkschaft Kunst, Kultur, Medien umbenannt. Neue Vorsitzende war nun Walfriede Schmitt.
Zum 31. Oktober 1990 schloss sich die IG Druck und Papier und die Gewerkschaft Kunst, Kultur, Medien im FDGB der DDR der IG Medien – Druck und Papier, Publizistik und Kunst im DGB an.

## Zentraldelegiertenkonferenzen
1. Zonen-Delegiertenkonferenz am 17. und 18. Juni 1946 in Berlin-Pankow
2. Zentraldelegiertenkonferenz am 26. und 27. Nov. 1947 in Ost-Berlin
3. Zentraldelegiertenkonferenz am 15. und 16. Juni 1949 in Ost-Berlin
4. Zentraldelegiertenkonferenz vom 1. bis 3. Aug. 1950 in Eisenach
5. Außerordentliche Zentraldelegiertenkonferenz vom 20. bis 21. Februar 1951 in Leipzig
6. Zentraldelegiertenkonferenz vom 3. bis 5. Mai 1955 in Weimar
7. Zentraldelegiertenkonferenz vom 23. und 24. Sept. 1959 in Leipzig
8. Zentraldelegiertenkonferenz am 25. und 26. Sept. 1963 in Ost-Berlin
9. Zentraldelegiertenkonferenz am 3. und 4. April 1968 in Ost-Berlin
10. Zentraldelegiertenkonferenz am 24. und 25. Mai 1972 in Ost-Berlin
11. Zentraldelegiertenkonferenz am 18. und 19. April 1977 in Ost-Berlin
12. Zentraldelegiertenkonferenz am 29. und 30. März 1982 in Ost-Berlin
13. Zentraldelegiertenkonferenz am 23. und 24. März 1987 in Ost-Berlin
14. Außerordentliche Zentraldelegiertenkonferenz am 22. Jan. 1990 in Berlin
15. Außerordentliche Zentraldelegiertenkonferenz am 19. März 1990 in Berlin
16. Außerordentlicher Gewerkschaftstag am 10. Sept. 1990 in Berlin
17. Außerordentliche Zentraldelegiertenkonferenz am 22. Jan. 1990 in Berlin
18. Außerordentliche Zentraldelegiertenkonferenz am 19. März 1990 in Berlin
19. Außerordentlicher Gewerkschaftstag am 10. Sept. 1990 in Berlin

## Vorsitzende
- Amandus Prietzel (1946–1949)
- Kurt Pfannschmidt (1950–1953)
- Heinrich Allmeroth (1953–1959)
- Konrad Wolf (1959–1966)
- Hans-Peter Minetti (1966–1974)
- Herbert Bischoff (1975–3. Nov. 1989)
- Horst Singer (kommissarisch) (3. Nov. 1989–1. Dez. 1989)
- Walfriede Schmitt (1. Dez. 1989–19. März 1990)
- Ruth Martin (19. März 1990–31. Oktober 1990)